# Zoviet France
Zoviet France (également stylisé :$OVIET:FRANCE:, Soviet France, :zoviet-france:, ou souvent écrit par la suite :zoviet*france:) est un collectif britannique de dark ambient à tendance industrielle (mise en avant de la dissonance et de l'improvisation post-Throbbing Gristle), originaire de Newcastle upon Tyne, au Nord-Est de l'Angleterre.

## Histoire
Formé en 1980, et restant globalement dans un total anonymat, le groupe a compté en son sein un nombre de membres assez important. Actuellement, il est composé du cofondateur Ben Ponton et de Mark Warren.
Parmi les anciens membres de Zoviet France, on peut citer Ben Ponton, Neil Ramshaw, Peter Jensen, Robin Storey (qui enregistre maintenant sous le nom de Rapoon), Lisa Hale, Paolo Di Paolo, Mark Spybey (qui officie désormais dans Dead Voices on Air) et Andy Eardley. En 2005, Storey, Spybey et Eardley formèrent un nouveau groupe, Reformed Faction.

## Style musical
Leur musique est souvent composée de drones, couplés à des rythmiques déstructurées, Tribales et/ou éthique et des mélodies dissonantes. Des sources sonores habituellement négligées sont au contraire fréquemment utilisées, telles que des samples d'obscures émissions de radio, des instruments de musique pour enfants, enregistrements in situ, souvent fortement transformées pour créer des boucles répétitives. Au fil du temps, ils ont intégré de plus en plus d'éléments électroniques à leur musique, mais sans adopter les techniques de composition assistée par ordinateur, qui intègrent l'utilisation de séquenceurs, trackers...

Essayant de décrire leur approche vis-à-vis de la création de leur musique, le groupe a pu déclarer : 

« Tout équipement sonore déforme et altère plus ou moins le son voire, dans le cas de véritables défaillances mécaniques et électriques, est susceptible de le bousiller. Dans la mesure où l'indétermination a toujours constitué un paramètre de composition dans notre travail, ça produit souvent ce que nous considérons comme des trouvailles intéressantes. »

Le packaging de leurs premiers travaux était fantastique puisque les vinyles étaient enveloppés de toile de jute, de papier asphalté et de papier aluminium, parmi d'autres matériaux. Souvent, leurs CD n'étaient pas si inhabituellement conditionnés, mais pour certaines sorties cependant, du feutre, des broches et du bois de placage ont été utilisés.

## Discographie
- 1982 : Garista (Soviet France ; Singing Ringing, Royaume-Uni, 1985 ; Charrm, Royaume-Uni, 1990)
- 1982 : Untitled (généralement connu sous les noms Hessian, The Burlap Album, ou OK Boys) (Red Rhino Records, Royaume-Uni ; Red Rhino Records, Royaume-Uni, 1985 ; Charrm, Royaume-Uni, 1990)
- 1983 : Norsch (Red Rhino Records, Royaume-Uni, 1985 ; Charrm, Royaume-Uni, 1990)
- 1983 : Mohnomishe (Red Rhino Records, Royaume-Uni ; Charrm, Royaume-Uni, 1990)
- 1984 : Eostre (Red Rhino Records, Royaume-Uni ; Charrm, Royaume-Uni, 1990)
- 1985 : Popular Soviet Songs and Youth Music (Singing Ringing/Red Rhino Records, Royaume-Uni ; Staalplaat, Pays-Bas)
- 1985 : Gris (No Man's Land, Allemagne de l'Ouest)
- 1986 : Misfits, Loony Tunes and Squalid Criminals (Red Rhino Records, Royaume-Uni ; Charrm, Royaume-Uni)
- 1986 : Gesture Signal Threat (Red Rhino Records, Royaume-Uni ; Charrm, Royaume-Uni, 1995)
- 1987 : Loh Land (Staalplaat, Pays-Bas)
- 1987 : A Flock of Rotations (Red Rhino Records, Royaume-Uni ; Charrm, Royaume-Uni, 1995)
- 1987 : Assault and Mirage (Red Rhino Records, Royaume-Uni ; Charmm, Royaume-Uni, 1995)
- 1988 : Shouting at the Ground : Édition de 1988 : (CD, 2 x 12 inch vinyl LP) Red Rhino Records, Royaume-Uni : Édition de 1990 : (CD, 2 x 12 inch vinyl LP) Charrm, Royaume-Uni
- 1990 : Just an Illusion (édition de 1990) : (CD) (Staalplaat, Pays-Bas ; Édition de 1995 : (CD) Staalplaat, Pays-Bas ; Édition de 2005 : Staalplaat, Pays-Bas)
- 1990 : Look Into Me (CD, 2xLP) (Charrm, Royaume-Uni)
- 1991 : Shadow, Thief of The Sun (CD) (DOVentertainment, Canada)
- 1991 : Vienna 1990  (CD) (Charrm, Royaume-Uni)
- 1993 : Collusion(CD) (Mute Records, Royaume-Uni / Soleilmoon, États-Unis)
- 1993 : What Is Not True (CD) Charrm, Royaume-Uni)
- 1996 : Digilogue - (Soleilmoon, États-Unis ; Soleilmoon, États-Unis, 1998)
- 1996 : in.version (CD) Charrm, Royaume-Uni)
- 1996 : Feedback (CD) Staalplaat, Pays-Bas)
- 2000 : The Decriminalisation of Country Music (CD) (Tramway, Royaume-Uni)
- 2003 : utdrag (CD, vinyle) (amino, Royaume-Uni)
- 2005 : Music For A Spaghetti Western (CD) (Klanggalerie, Autriche)
- 2008 : shteirlel  (vinyle) (alt.vinyl, Royaume-Uni)
- 2012 : 7.10.12 (alt.vinyl)
- 2013 : The Tablesare Turning